# Hemmoorer Eimer

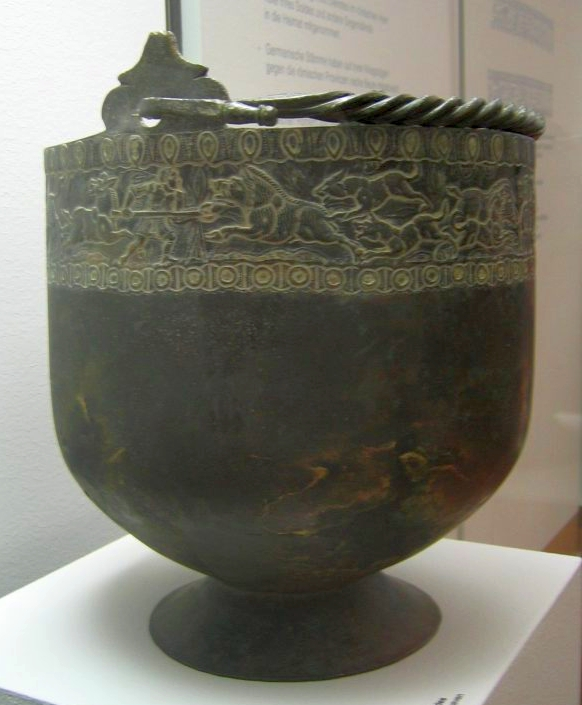
Hemmoorer Eimer aus Warstade, Ldkr. Cuxhaven – Typ 55 nach H. J. Eggers

Als Hemmoorer Eimer werden dünnwandige, zumeist zylindrische Metallgefäße mit abgerundetem Boden und einem Standring- oder Fuß bezeichnet. Neben aus Messing oder Bronze gefertigten Exemplaren sind auch einige wenige silberne Eimer bekannt. Sie stammen sämtlich aus römischer Produktion und wurden nach ihrem Fundort Hemmoor im Landkreis Cuxhaven benannt, wo 18 Stück von ihnen in den Jahren 1892 und 1893 entdeckt wurden. Bisher wurden insgesamt etwa 150 Hemmoorer Eimer gefunden. Einige Hemmoorer Eimer sind, ähnlich den älteren Situlen, mit einem umlaufenden Relief-Fries verziert.

## Datierung und Funktion

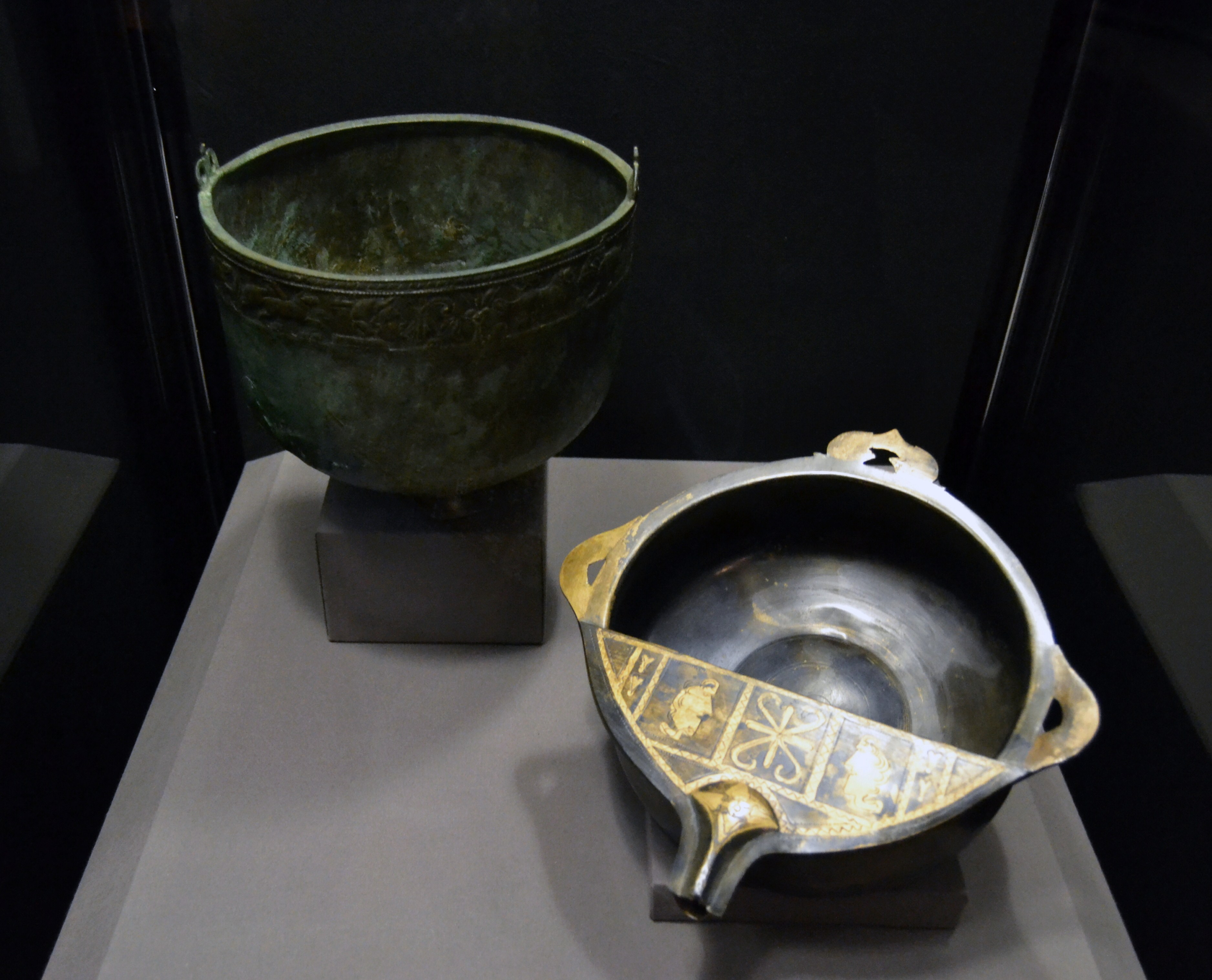
Hemmoorer Eimer aus dem Hortfund von Neupotz

Bei den Fundorten handelt es sich meist um germanische Gräberfelder, die eine Vielzahl römischer Metallgegenstände sowie Holz- und Keramikgefäße zu Tage brachten. Die Deponierung der Eimer erfolgte in der 2. Hälfte des 2. Jahrhunderts bis zur Mitte des 3. Jahrhunderts. Die Eimer wurden als Urnen zur Aufnahme des Leichenbrandes benutzt und vergraben. Ihre eigentliche Funktion war vermutlich prunkvolle Haushaltsausstattung bzw. Kücheninventar. Einen Hinweis darauf liefert das Relief auf dem Sarkophag von Simpelveld aus dem Süden der Provinz Limburg (Niederlande) im Rijksmuseum van Oudheden, Leiden. Es zeigt zwei der Eimer zusammen mit anderer Ausstattung. Der Matronenstein aus Vettweiß (Kr. Düren), welcher von einem M. Aurelius Pacatus den vesuviahenischen Matronen gestiftet wurde, zeigt einen mit Obst gefüllten Eimer. Aus provinzialrömischen Zusammenhängen sind auch einige originale Stücke bekannt, etwa die Silberexemplare im Schatz von Chaourse. Die Fundstücke aus dem Hortfund von Neupotz sind bei Plünderungszügen in Gallien erbeutet worden und gelangten bei der Rückkehr der „Barbaren“ in den Rhein.
Heinrich Willers schrieb 1907, dass die Gefäße vermutlich aus Capua importiert wurden. Ab etwa 150 n. Chr. sollen sie mit heimischem Galmei hergestellt worden sein.
Einige Hemmoorer Eimer haben am oberen Rand einen 5 bis 7 cm breiten umlaufenden Relieffries, der an Verzierungen auf Terra Sigillata-Keramiken erinnert. Die Form und die Verzierungen scheinen von den ab der 2. Hälfte des 8. Jahrhunderts v. Chr. bis zum 4. Jahrhundert in Norditalien (Bologna und Este) gefertigten bronzenen Situla-Gefäßen abgeleitet zu sein. Selten weisen die Verzierungen Silbertauschierungen und Emaileinlagen auf, wodurch ihr Charakter als Prunkgefäß noch gesteigert wird. Nahezu alle Eimer sind mit Henkeln oder Laschen für Henkel versehen.

## Herstellung
Die Hemmoorer Eimer bestanden zumeist aus dünnem Messingblech mit einer Wandstärke von nur 0,4 bis 1,0 mm. In Fachkreisen wurde lange über die Herstellungsart der Eimer aus Messing spekuliert. So wurde der Guss in der Verlorenen Form mit anschließendem Überdrehen oder Treiben diskutiert. Letztendlich ergaben Untersuchungen der Hochschule Bielefeld Abteilung Maschinenbau, dass die Eimer im Metalldrückverfahren in einer Hartholzform hergestellt wurden. Die Produktion erfolgte dabei mit sehr hohem fertigungstechnischem Geschick. Bemerkenswert ist die Tatsache, dass das ursprüngliche Gewicht der Eimer ziemlich genau dem Vielfachen einer römischen Unze zu je 27,3 g entsprach.
Die Bronzeeimer wurden wohl mittels eines Gusses in der verlorenen Form produziert. Der so entstandene, zunächst bodenlose, Rohling wurde anschließend auf der Drehbank nachbearbeitet. Dabei wurde vor allem die Wandstärke vermindert sowie die Oberfläche nachgeglättet. Im letzten Arbeitsschritt wurden der Boden sowie die Standvorrichtung eingepasst und festgehämmert. Abschließend wurde der Eimer poliert. Aus Bronze wurden offenbar fast ausschließlich glockenförmige Eimer gegossen.
Trotz einer serienähnlichen Fertigung dieser Eimer sind bisher keine Exemplare gefunden worden, die sich in Größe, Form und Verzierung gleichen. Viele dieser Eimerrohlinge wurden vermutlich in gleichen Gussformen hergestellt und bei ihrer Weiterverarbeitung durch Verzierungen, angesetzte Füße, und in ihrer Größe individualisiert.
Aufgrund der damaligen Galmeilagerstätten im Umkreis der Gressenicher Höhe im Dreieck Mausbach / Hastenrath / Hamich im Raum Eschweiler-Stolberg im westlichen Rheinland wird dieses Gebiet als zentrales Herstellungsgebiet vermutet, weswegen die Messinggefäße gelegentlich auch als Gressenicher Eimer bezeichnet werden. Der Metallurge der staatlichen französischen Museen, Jean R. Maréchal, schrieb 1962, dass man im Allgemeinen in vorgeschichtlichen Kupfer- und Bronzegegenständen kein Zink finde. Es gäbe allerdings einige Ausnahmen, bei denen Zink und Kupfererz seit der Eisenzeit aufträten. Er widerspricht den Annahmen von Heinrich Willers und meint weiter, dass dieser Abbau mehr den Galmeiblöcken und für Bauzwecke gedient habe, jedoch nicht zur Zinkverwertung. Auf Grund mangelnder Erklärungen für den dortigen Ursprung einer Messingindustrie müsse man die Zinkvorkommen im Nordosten Frankreichs, des rheinischen Schiefergebirges oder des Harzes etc. in Betracht ziehen. In der Nähe des letzteren liege ja auch das Hauptverbreitungsgebiet dieser Gefäße.
Zudem liegen Simpelveld und Vettweiß auf einer Achse, deren Mittelpunkt fast genau der Ort Gressenich bildet. Somit ist wohl zumindest durch den Vettweißer Stein ein gewisser Bezug hergestellt. Am genannten Ort wurden die bis zu fünf Meter hohen Schlackeschichten, welche allerlei römische Utensilien wie Haarnadeln, Münzen etc. enthielten, im 19. Jahrhundert weiter verwertet.

## Andere Materialien
Aus Silber sind bisher nur wenige Exemplare bekannt. Hierbei handelt es sich wohl um eine besondere Prunkform, die wohl ähnlich den Eimern aus Bronze hergestellt wurden. Außerdem gibt es einige vergleichbare Stücke aus Glas.

## Verbreitung und regionale Grabsitte

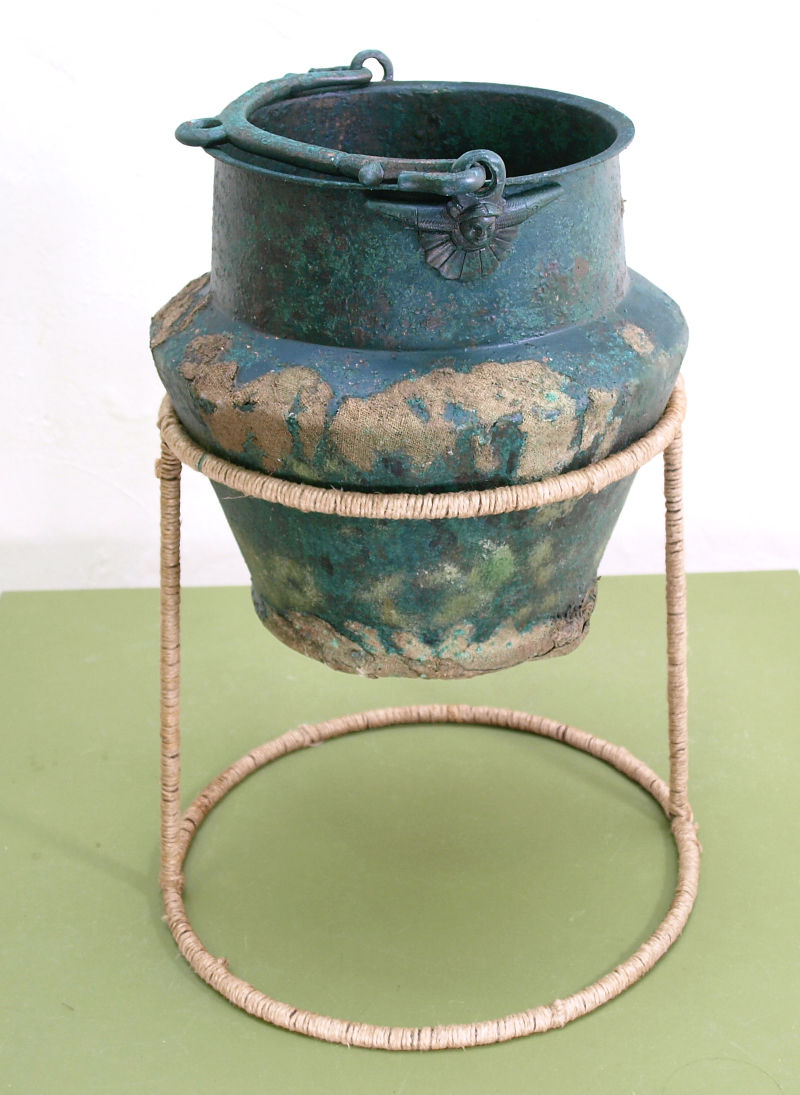
Bronzeeimer von Sasendorf

In Niedersachsen und Teilen Norddeutschlands wurden die Eimer sekundär als Urnen verwendet, zum Beispiel bei Gessel in einem germanischen Gräberfeld aus der Römischen Kaiserzeit des 2. und 3. Jahrhunderts oder bei dem Bronzeeimer von Sasendorf. Aus Skandinavien sowie aus Mecklenburg, Polen der Ukraine, Tschechien und aus Frankreich sind sie auch als Beigaben in Körpergräbern, in den Niederlanden aus Siedlungen bekannt. Gelegentlich kommen sie auch in Depotfunden vor, etwa im Hortfund von Neupotz oder Silberexemplare im Schatz von Chaourse.

## Forschungsgeschichte
1892 wurden bei der Erweiterung der Kalkbrüche in Hemmoor elf römische Messingeimer, zwei Holzeimer und ein trichterförmiges Tongefäß entdeckt. Ein Jahr später fand man, nur wenige Meter von der ersten Fundstelle entfernt, nochmals sieben gleichartige Messingeimer, einen Bronzekessel und mehrere Tongefäße. Die in Hemmoor gefundenen Eimer geben der gesamten Fundgruppe ihren Namen.
Nach ihrem Auffinden wurden die Eimer aus Hemmoor an das damalige Provinzialmuseum (heute Niedersächsisches Landesmuseum in Hannover) verkauft. 1901 wurden sie im Rahmen einer Untersuchung zur Gefäßtoreutik von Heinrich Willers als eigenständiger Typ definiert. Erneut vorgelegt wurden einige der Eimer durch Hans Hahne, welcher als Erster die Fertigungsweise der Exemplare aus Messing erkannte. Die heute allgemein gültige Typologie der Hemmoorer Eimer geht aber auf Hans Jürgen Eggers zurück. Er unterschied in seiner 1951 erschienenen Arbeit zum Import im freien Germanien 15 Formen (Eggers Typ 52-66).